# セルゲイ・ミロノフ
セルゲイ・ミハイロヴィチ・ミロノフ（ミローノフ、ロシア語: Сергей Михайлович Миронов, ラテン文字転写: Sergei Mikhailovich Mironov, 1953年2月14日 - ）は、ロシア連邦の政治家。ウラジーミル・プーチン政権とドミートリー・メドヴェージェフ政権で第3代ロシア連邦議会連邦院議長を務めた。

## 経歴
1953年2月14日にソビエト連邦のロシア・ソビエト連邦社会主義共和国のレニングラード州プーシキン市に誕生する。
なおミロノフはこれらの大学をそれぞれ卒業している。
- 1980年
プレハーノフ名称レニングラード鉱山大学地球物理学部卒業。
- 1992年
サンクトペテルブルク技術大学
- 1997年
ロシア連邦大統領付属国家公務員アカデミー
- 1998年
サンクトペテルブルク大学法学部

以上の大学で学ぶ一方で、1979年からサンクトペテルブルクで鉱山技師を始めとして、さまざまな職場で勤務している。1980年代には地球物理学者として、数年間モンゴルの調査に加わった経歴も持っている。
ソビエト連邦の崩壊後に建設会社の経営に乗り出す。実業家の傍ら政治にも関心を持ち、1994年11月にサンクトペテルブルクの企業家が集まって作った政治グループを母体として、市議会議員に立候補し当選する。1998年に市議会議員に再選を果たし、この間2000年には市議会第一副議長にも選出されている。ウラジーミル・プーチンと知り合い、密接な関係を築いたのはアナトリー・サプチャーク市長のもとでプーチンが第一副市長を勤めていた時で、1996年のサンクトペテルブルク市長選挙でミローノフは、資金面でサプチャーク陣営を支援した。また、ミローノフとプーチンは、サプチャーク再選を目指して共同で投票日を繰り上げることを決定した。この時の市長選挙でサプチャークは、対立候補のウラジーミル・ヤコブレフに敗北するが、以後もミロノフはサプチャーク及びプーチンと関係を維持し、1998年にサプチャークと関係のあるサンクトペテルブルクの建設会社である「ヴァズラズジューニエ・ペテルブルク（ペテルブルクの再生の意）」の取締役に就任した。
2000年3月に実施された2000年ロシア連邦大統領選挙では、サンクトペテルブルクにおけるウラジーミル・プーチン陣営の選挙対策本部次長となった。2001年にサンクトペテルブルク立法会議（市議会）議長に選出され、同時に市議会代表としてロシア連邦議会連邦院連邦会議議員に選出された。
2001年12月5日に連邦院議長に就任し、「ロシア生活党」党首を兼任する。2003年1月にサンクトペテルブルク市議会議員改選及び連邦院議長に再選する。議長としてはウラジーミル・プーチン政権を強く支援して法案の順調な推進に尽力している他、大統領任期の延長やアメリカ軍がグルジアに駐留することについて支持を表明するなどロシアの政治における一定の方向性を形成することに影響力を示している。
2004年3月に実施された2004年ロシア連邦大統領選挙にロシア生活党から立候補して落選するが、これは大統領選挙が民主的な形式によって実施されたと内外に示すための意図的なものであったと言われる。
ロシア生活党はウラジーミル・プーチン政権における大統領与党を形成していたが、党勢は振るわなかった。しかし、2006年10月の統一地方選挙において予想外の躍進を果たした。同年10月28日にロシア生活党・祖国・ロシア年金党は合同し、新党「公正ロシア」を結成した。ミロノフは公正ロシアの党首に選出され、新党は政策として貧困の撲滅・汚職の追放・環境及び天然資源の保護を訴えた。また、与党「統一ロシア」がいわば高級官僚の労働組合であると批判し、新党はあくまで国民政党であることを強調した。
2011年5月18日にサンクトペテルブルクの議会が議員資格の停止を賛成多数で可決。これにより議長職も自動的に失い、議長を退任した。翌年の2012年ロシア連邦大統領選挙に出馬したが、得票率は3.85パーセントにとどまり、5人中最下位で落選した。
2022年8月にミロノフの妻らが当時ロシアの占領下にあったウクライナのヘルソンにある孤児院より当時生後10カ月だった女児のマルガリータ・プロコペンコと2歳の男児を連れ去り、同12月にモスクワの裁判所がマルガリータをミロノフの養子とすることを認めたとされる。その際にマルガリータにはロシア国籍が与えられ、名前をロシア風のマリーナ・ミロノワに改名するほか、出生地をモスクワ近郊に変更する変更を認めたと報じられている。

## 日本との関係
2009年1月13日から1月16日までラオスで開催されたアジア太平洋議員フォーラムの帰途に来日した。麻生太郎首相・江田五月参議院議長・河野洋平衆議院議長らと会談した。麻生首相との会談ではプーチン首相の訪日と北方領土問題などが議題に上った。16日には宮城県を訪問し、村井嘉浩知事・高橋長偉県議会議長と会談。ニジニ・ノヴゴロド州との交流など地域間交流について会談し、東北大学・松島などを視察した後に日本を離れた。
2019年2月28日に国営ニュース専門テレビ・ロシア24で放送された番組内で、北方領土はロシア領であるとした上で、択捉島と色丹島はアイヌ語由来の地名であるが、ロシア語でも『ハボマイ』と発音する歯舞群島は日本語の地名が語源であることを問題視し将来の改名を提案した。しかし日本の外務省によれば歯舞もまたアイヌ語で『流氷のある島』という意味であり、ミロノフが何を根拠にしているのか定かではない。
2022年4月にはウクライナを侵略するロシアに対して日本が経済制裁を加えるさなか、北海道の全権はロシアにあると主張したが、ミロノフが何を根拠にしているのか定かではない。